# Veľké Uherce
Veľké Uherce (prononciation slovaque : [ˈvɛʎkɛː ˈuɦɛrt͡sɛ], allemand : Großugerwitz, hongrois : Nagyugróc) est un village de Slovaquie situé dans la région de Trenčín.

## Histoire
La première mention écrite du village date de 1274.

## Démographie

### Évolution de la population
| Année:               | 1994. | 2004.   | 2014.   | 2024.   |
| -------------------- | ----- | ------- | ------- | ------- |
| Nombre de personnes: | 1897  | 1983    | 2025    | 1980    |
| Différence:          |       | +4,53 % | +2,11 % | -2,22 % |

| Année:               | 2023. | 2024.   |
| -------------------- | ----- | ------- |
| Nombre de personnes: | 1998  | 1980    |
| Différence:          |       | -0,90 % |

## Géographie
Veľké Uherce se situe dans la vallée de la Nitra (région traditionnelle Horná Nitra), à 3 km au sud-est de Partizánske, au pied de l’extrémité nord des monts Tribeč.
| Malé Uherce | Malé Kršteňany, Pažiť |                     |
| Kolačno     | Veľké Uherce          | Horná Ves, Radobica |
| Veľký Klíž  | Skýcov                | Veľké Pole          |

Un lac de barrage mis en service en 1971 se trouve à Veľké Uherce. Il a été vidé en novembre 2013 pour réparer le barrage. Le remplissage, initialement prévu pour 2015, a été repoussé plusieurs fois et le lac a finalement été rempli en 2017.

## Transports
Le village est situé sur la route II/511, qui relie Partizánske à Hurbanovo, et à proximité de la route I/64. Il dispose d’une gare qui se trouve à l’écart du village, au bord de la route I/64, sur la ligne 140 qui relie Nové Zámky à Prievidza.

## Galerie

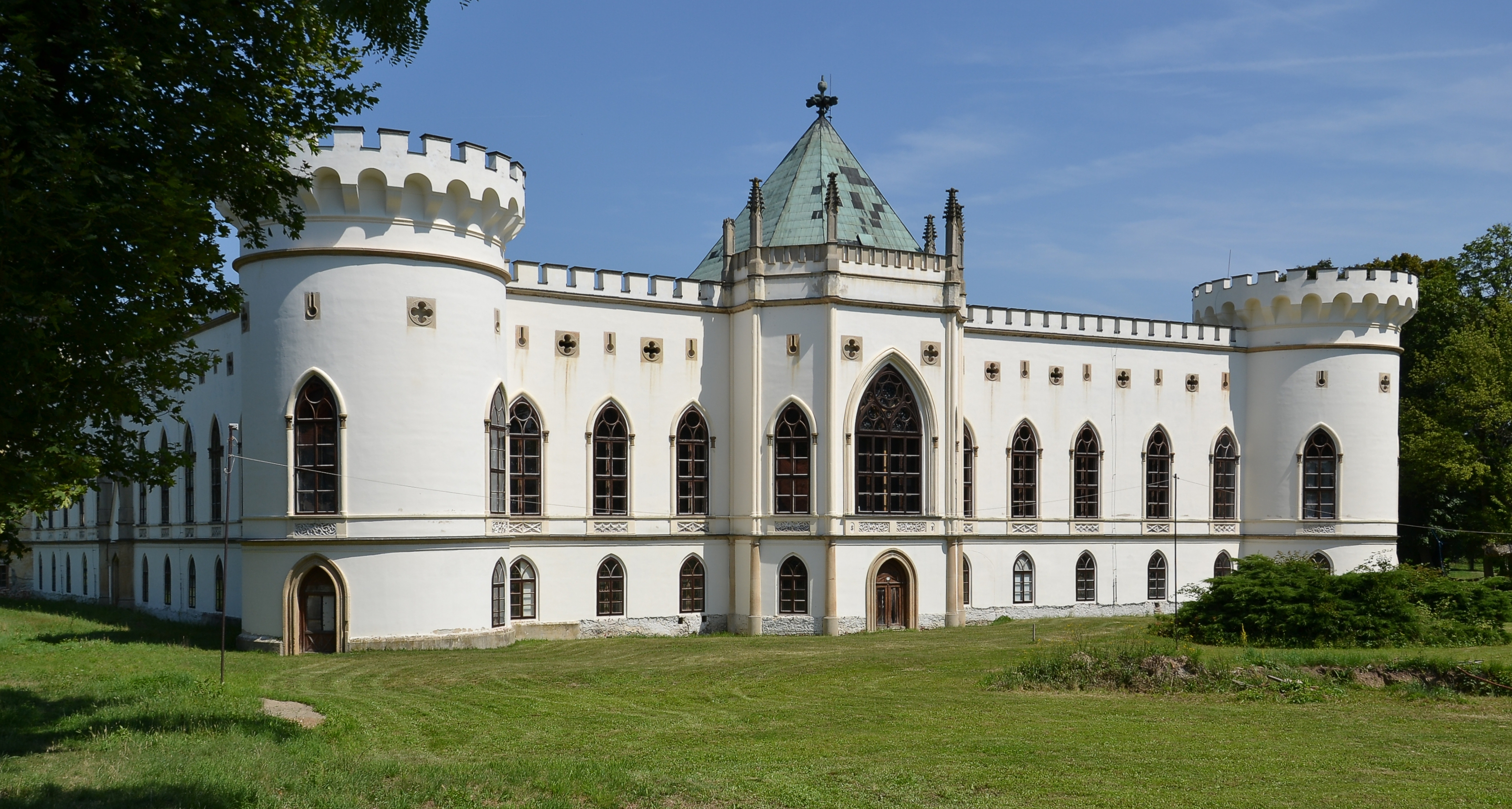
Le château
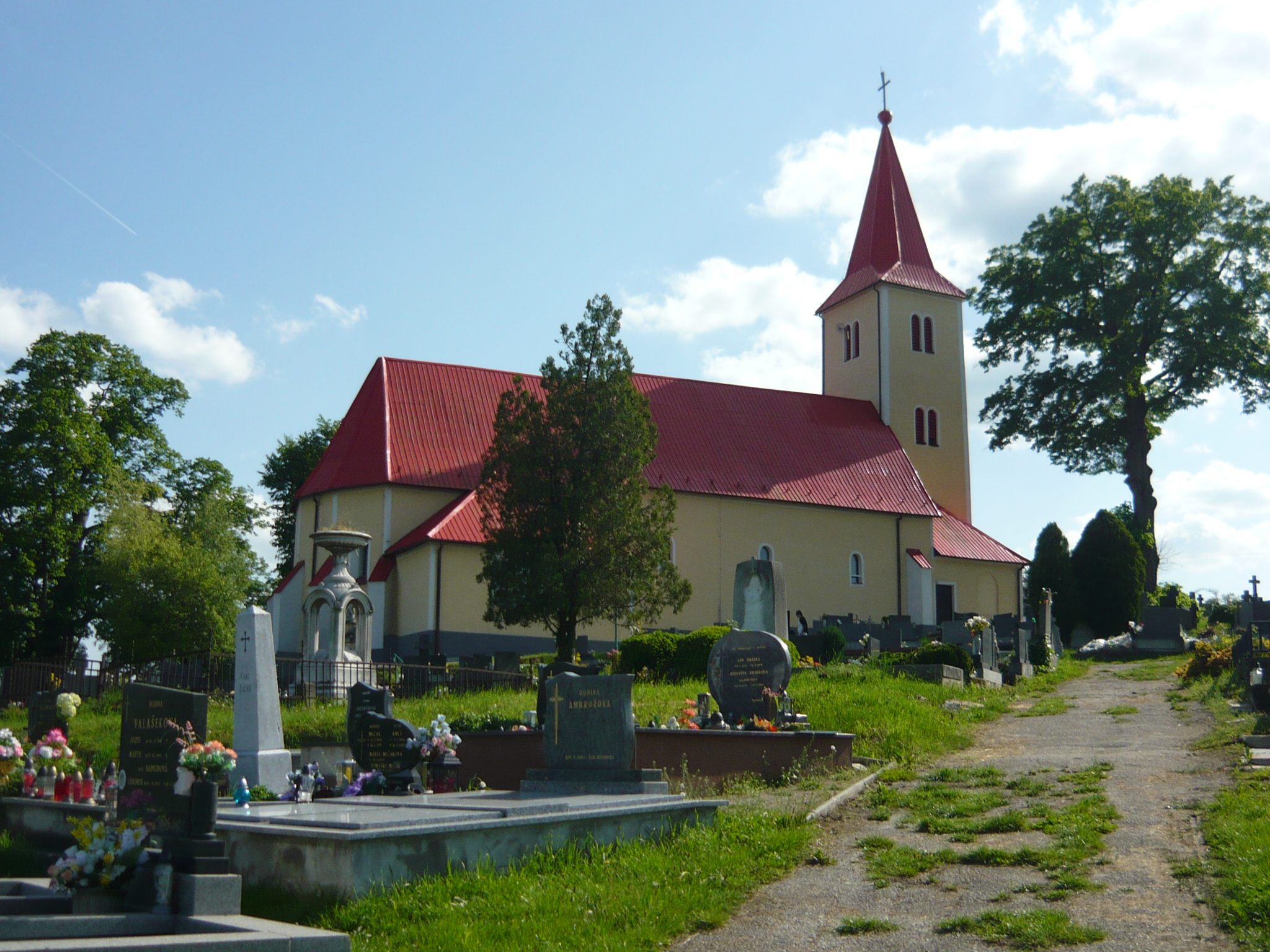
L’église Saint-Michel-Archange
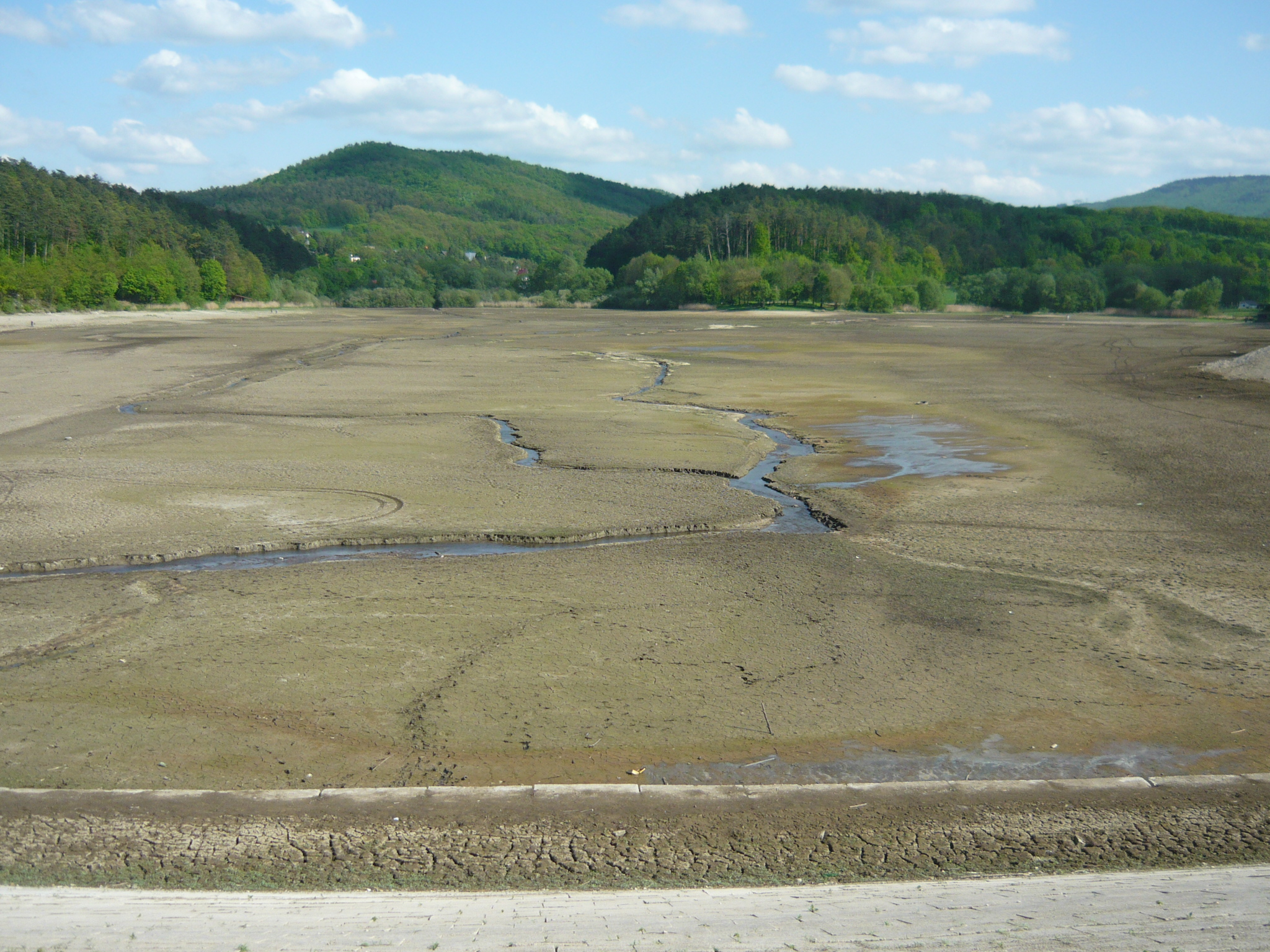
Le lac de barrage en 2014, temporairement vidé
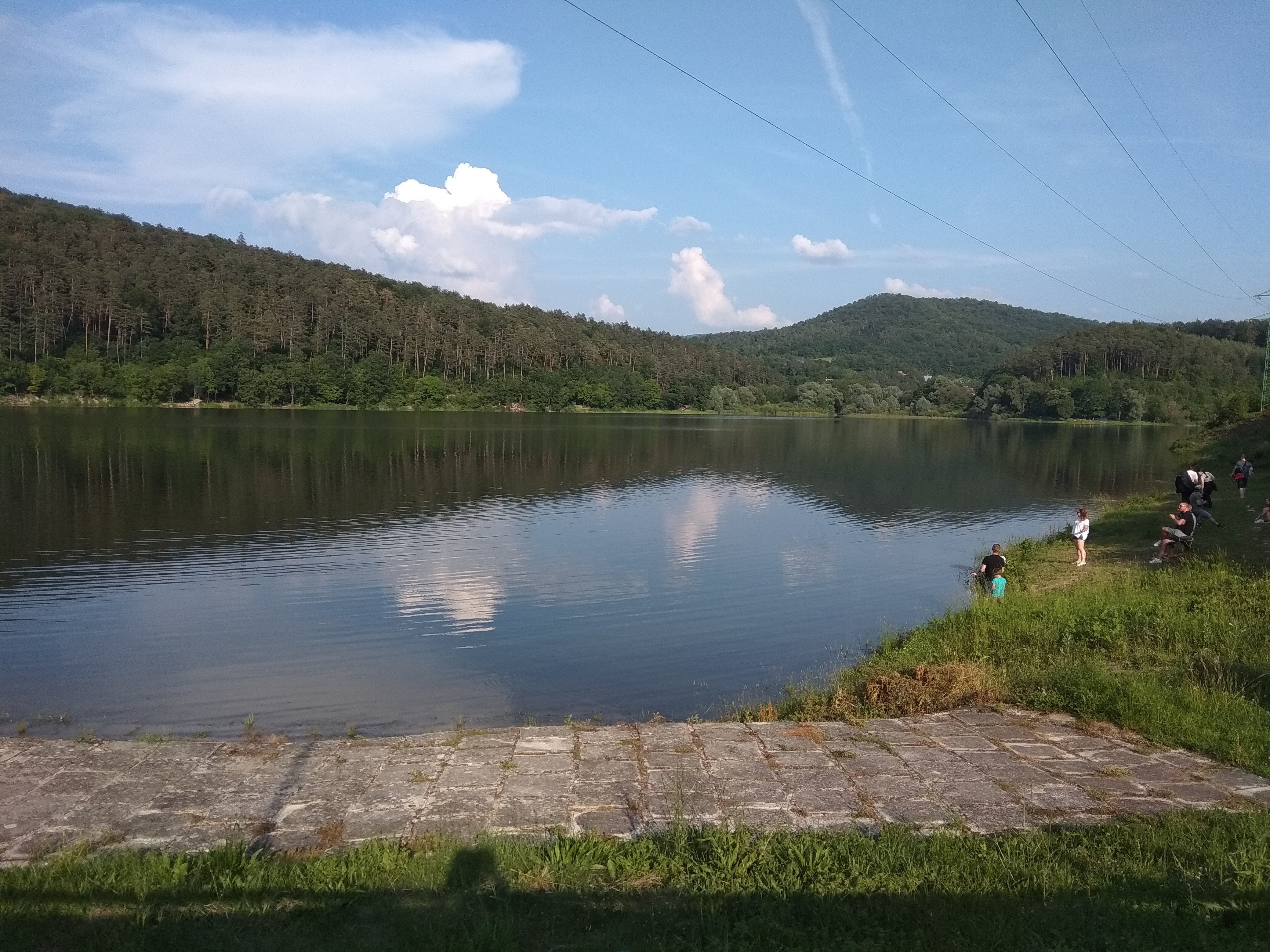
Le lac de barrage en 2019
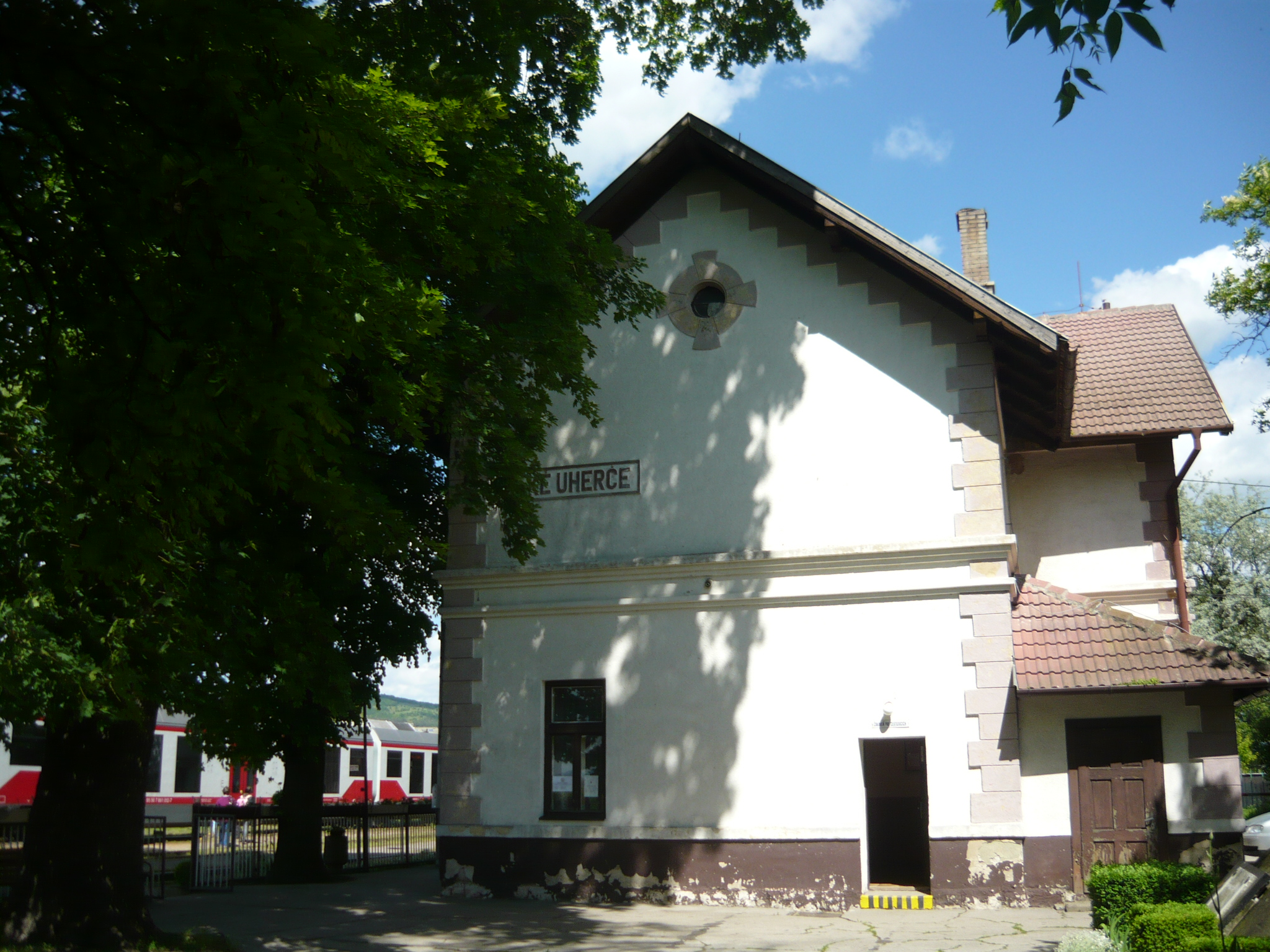
La gare